# Blake Pieroni
Blake Pieroni (n. 15 noiembrie 1995, Crown Point⁠(d), Indiana, SUA) este un înotător american, medaliat olimpic. A participat la 2 ediții ale Jocurilor Olimpice (2016, 2020) în care a câștigat o medalie de aur.